# Dumb
Dumb är en låt som sjungs av Amanda Fondell och är skriven och producerad av Freja Blomberg och Fredrik Samsson. Låten var med i Melodifestivalen 2013 tredje deltävling där den kom på sjunde plats.

## Listplaceringar
| Lista (2013) | Topplacering |
| ------------ | ------------ |
| Sverige      | 49           |

### Fotnoter
1. ↑  ”Dumb”. Hitparad. http://hitparad.se/showitem.asp?interpret=Amanda+Fondell&titel=Dumb&cat=s. Läst 3 april 2013.